# Ramón Zavala
Ramón A. Zavala Suárez (Pica, 31 de agosto de 1853 - Arica, 7 de junio de 1880), fue un militar peruano, héroe de la guerra del Pacífico. Era un civil que había hecho fortuna con el comercio del salitre, pero se alistó voluntariamente en el ejército, y con el grado de teniente coronel murió en la batalla de Arica. Tenía apenas 26 años de edad.

## Biografía
Ramón Zavala era oriundo de Tarapacá, provincia que pertenecía entonces al Perú. Nació en la hacienda "Puquio de San Isidro" —propiedad de su familia—, como hijo de don Nicolás Zavala, jurisconsulto, y doña Manuela Suárez y Carrillo, hija de un héroe de la independencia.
Sus primeros estudios los cursó en su tierra natal, siendo enviado después a Chile a cursar su instrucción secundaria en el Liceo Vallarino de Valparaíso. Tras el fallecimiento de su padre tuvo que regresar a Tarapacá para encargarse del negocio salitrero de su familia, para así ayudar a sus hermanos al sostenimiento del hogar.
Al cabo de unos años y acumulada ya un apreciable fortuna, los Zavala se trasladaron a Lima. Allí les sorprendió la declaratoria de guerra formulada por Chile el 5 de abril de 1879. Ante el peligro que afrontaba la patria, la familia Zavala no tuvo instante de vacilación para ofrecer sus servicios, enrolándose en el ejército los dos hermanos que sostenían el hogar: Pedro José y Ramón; aún más, pusieron su fortuna a disposición para la formación de un batallón que pronto llegó a contar con 400 plazas, al que equiparon y dotaron de cuantos elementos pudieron conseguir. Este batallón, bautizado originalmente con el nombre de Número 11 de la Guardia Nacional y luego como el Provisional de Lima N.º 3 en los cuadros generales del ejército, integró la llamada "División Exploradora" (al mando del general Pedro Bustamante), que marchó hacia Tarapacá, desembarcando en Iquique y pasando luego a ocupar la posición establecida en La Noria, donde Ramón Zavala, con el grado de teniente coronel, asumió su mando, en tanto que su hermano era retirado para que atendiera los negocios familiares.
Ramón no solo era considerado como el jefe que compartía penalidades y siempre estaba a la vanguardia incitando con su ejemplo, sino como un protector de sus tropas que lo llamaron "el padre de sus soldados". De La Noria siguió a Monte Soledad, donde ante la falta de víveres atendió a comprarlos con su propio peculio. Luego se le ordenó marchar a Pozo Almonte, ante la situación creada por la pérdida del puerto de Pisagua (2 de noviembre de 1879). Participó en la batalla de San Francisco (19 de noviembre), en forma destacada y valerosa, no solo sosteniendo el ataque del enemigo, sino salvando la vida del teniente coronel Pedro Pflucker, el segundo jefe de su batallón, y luego intentando reunir las fuerzas dispersas para reanudar el ataque.
Participó luego en la batalla de Tarapacá (27 de noviembre del mismo año), victoria peruana durante la cual cumplió misiones de peligro al pertenecer su batallón a la división exploradora. Cooperó también con el coronel Andrés A. Cáceres en la captura de los dos últimos cañones del adversario.
Se halló después en la retirada hacia Tacna y pasó a guarnecer la plaza de Arica, sitiada por las fuerzas chilenas. Allí, bajo las órdenes del coronel Francisco Bolognesi, estuvo presente en la junta de guerra que acordó morir antes que entregar la plaza al enemigo (26 de mayo de 1880). En una carta dirigida a sus familiares el 31 de mayo, decía Zavala: "De todos modos tengan la seguridad de que si no triunfamos —que si no hacemos de Arica un segundo Tarapacá— su defensa será de tal naturaleza que nadie en el país desdeñará reconocer en nosotros sus compatriotas, como los defensores de la honra e integridad de nuestra Patria".

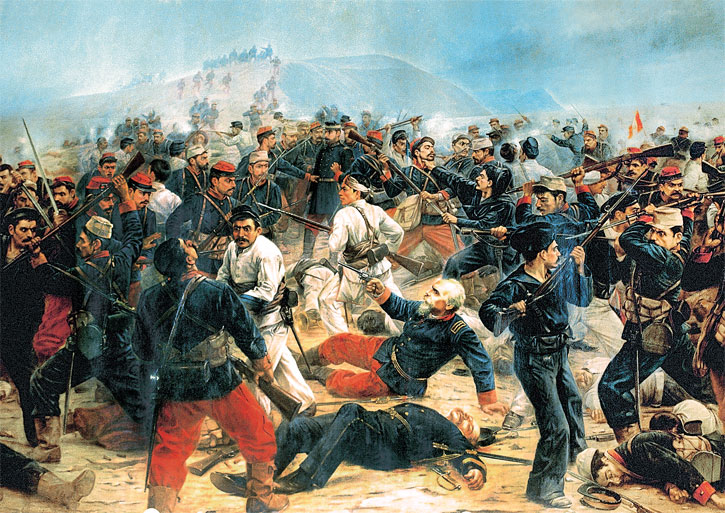
Batalla de Arica, óleo de Juan Lepiani.

Zavala fue quien condujo al parlamentario chileno Juan de la Cruz Salvo (quien fuera compañero en Valparaíso de su hermano Pedro José) con los ojos vendados hasta la sede del cuartel peruano; dicho oficial, a nombre de Chile, pidió la rendición de Arica, a fin de evitar más derramamiento de sangre. La respuesta de toda la oficialidad peruana fue unánime: “pelearemos hasta quemar el último cartucho” (5 de junio). 
Durante la batalla de Arica, Zavala dirigió a sus soldados del batallón Tarapacá N.º 23 hacia el Morro para alcanzar las posiciones designadas por el comando, unas veces a pie y otras a caballo, dando ánimo a sus tropas y recorriendo los lugares en que creía necesaria su presencia. Resistió con bravura y tesón hasta que una bala le atravesó el pecho y lo derribó del caballo, privándolo así de la vida.
Sus restos reposan en la Cripta de los Héroes en el cementerio Presbítero Maestro en Lima.

## Significado del sacrificio de Zavala
Varios de los oficiales peruanos que pelearon en Arica no eran militares de carrera, sino civiles, algunos prósperos empresarios tarapaqueños del comercio de salitre, como Alfonso Ugarte y el mismo Zavala, quienes en un laudable gesto de amor patrio, sacrificaron comodidades y se sumaron con entusiasmo a la defensa de su patria, poniendo incluso parte de su fortuna a disposición del ejército. Rasgo común de resaltar es también la juventud de ambos héroes. El historiador peruano Jorge Basadre, refiriéndose a esta clase empresarial emergente que dio héroes de tal talla, dice: “Eran hombres de trabajo, muy unidos al pueblo, pues hasta se divertían con ellos, muy peruanos en sus hábitos, sus ideas, sus gustos, sus afanes. Quizás allí hubiera estado el germen de una nueva clase conductora celosamente patriota que no tuvimos”. Otro de aquellos hombres de empresa residentes en Tarapacá fue Guillermo Billinghurst, quien no estuvo en la gesta de Arica, pero si en la defensa del Morro Solar, durante la campaña de Lima; llegó a ser presidente del Perú entre 1912 y 1914.